# Ролз, Лу
Лу Ро́лз (часто Ро́улз; полн. имя: Лу́ис А́ллен Ро́лз, англ. Louis Allen "Lou" Rawls; 1 декабря 1933 года — 6 января 2006 года) — американский певец, баритон. Исполнял в основном музыку стилей ритм-н-блюз, соул, джаз, блюз. Обладатель 3 «Грэмми» за лучший мужской вокал в стиле ритм-н-блюз. Был известен своим мягким и ровным голосом. Фрэнк Синатра сказал о Лу Ролзе, что тот обладает «самым классным вокалом и самыми искусными трюками джазового пения во всей музыкальной индустрии». Ролз выпустил более 60 альбомов, проданных более 40 миллионами экземпляров. Он также снимался в качестве актёра в кино и на телевидении, озвучил множество мультфильмов. Многим запомнилась его любимая фраза: Yeah buddy!.

## Биография
Родился в 1933 году в Чикаго, жил в субсидируемом государством жилье для малоимущих в районе South Side с бабушкой, которая его воспитывала. С 7 лет он начал петь в хоре баптистской церкви, затем стал петь с местными госпел-группами Teenage Kings of Harmony, Holy Wonders и The Highway Q.C.'s, в которых он познакомился с будущими звездами Сэмом Куком и Кёртисом Мэйфиллдом. Затем Ролза заметила и пригласила в Лос-Анджелес группа Chosen Gospel Singers, а из неё он перешёл в довольно известную тогда группу Pilgrim Travelers.
В 1955 году Ролз был призван в армию, где 3 года служил парашютистом в воздушном десанте и уволился в звании сержанта.
В 1958 году он вернулся в группу Pilgrim Travelers, но вскоре после возвращения во время гастрольного тура попал в автокатастрофу, где получил тяжелейшие ранения. Ролза ошибочно признали мёртвым по дороге в больницу, он пять с половиной дней провёл в больнице в коме, потерял память. Лишь через несколько месяцев память вернулась, а всего на восстановление ушёл целый год. Лу Ролз часто вспоминал эту аварию, говоря, что она изменила всю его жизнь.
В 1959 году Ролз был впервые приглашён выступить на знаменитой сцене Голливуд-боул в Лос-Анджелесе.
В 1962 году Ролз подписал контракт со звукозаписывающей компанией Capitol Records. В этом же году он сначала спел бэк-вокал для двух песен Сэма Кука, а затем выпустил свой первый собственный альбом. Этот альбом и особенно два последующих завоевали популярность зрителей, вошли в чарты и привлекли внимание к Лу Ролзу как к перспективному артисту.
В августе 1966 года в Цинциннати Ролзу было доверено открывать концерт The Beatles. В этом же году он выпустил альбом Live!, ставший «золотым».
В 1971 году Лу Ролз покинул Capitol Records и подписал контракты сначала с MGM, затем с Bell Records в 1974 году, а затем с Philadelphia International Records в 1976 году. В этом же году он выпустил самый удачный в своей карьере альбом All Things in Time, разошедшийся миллионом экземпляров.
В 1977 году Ролз был приглашён исполнить национальный гимн перед поединком Мохаммеда Али. Гимн был исполнен так хорошо, что в последующие годы Ролз исполнял гимн десятки раз перед самыми значительными мероприятиями. Также 1977 год запомнился тем, что выступление Лу Ролза на церемонии Грэмми с песней You’ll Never Find было сорвано из-за сильного приступа кашля у исполнителя.
В 1982 году Лу Ролз был удостоен звезды на голливудской «Аллее славы».
В 1985 году Лу Ролз пел на гала-концерте в честь инаугурации Рональда Рейгана. После этого его карьера пошла на спад.
В 2005 году у Лу Ролза обнаружили рак в обоих лёгких и в головном мозге. В этом же году ему впервые предложили спеть гимн США перед матчем команды Chicago White Sox, за которую он отчаянно болел с детства. Лу Ролз ответил, что ощутил «неземные» (англ. out of this world) волнение и честь, получив это приглашение. Будучи уже очень больным и усталым, и, кажется, понимая, что это будет его последним публичным выступлением, Ролз спел гимн так, что вызвал восторг зрителей и обсуждение в прессе по всей Америке.
В 2006 году Лу Ролз скончался.

## Работы в кино
За свою долгую карьеру Лу Ролз много раз появлялся в фильмах, телешоу, рекламных роликах, озвучил множество мультфильмов. В частности, его можно увидеть в фильмах «Братья Блюз 2000» и «Покидая Лас-Вегас», сериалах «Большая долина» и «Спасатели Малибу», в детских передачах «Улица Сезам» и «Маппет-шоу», он принимал участие в озвучивании мультфильмов «Эй, Арнольд!», «Гарфилд и его друзья», «Гордая семья», «Команда спасателей Капитана Планеты» и многих других.

## Альбомы
- 1962 — Stormy Monday
- 1962 — Black and Blue
- 1963 — Tobacco Road
- 1964 — For You My Love
- 1965 — Lou Rawls and Strings
- 1965 — Nobody But Lou
- 1966 — Live!
- 1966 — The Soul-Stirring Gospel Sounds of the Pilgrim Travelers
- 1966 — Soulin'
- 1966 — Carryin' On
- 1967 — Too Much!
- 1967 — That’s Lou
- 1967 — Merry Christmas Ho! Ho! Ho!
- 1968 — Feelin' Good
- 1968 — You’re Good for Me
- 1969 — The Way It Was: The Way It Is
- 1969 — Your Good Thing
- 1969 — Close-Up
- 1970 — You’ve Made Me So Very Happy
- 1970 — Bring It On Home
- 1971 — Down Here on the Ground/I’d Rather Drink Muddy Water
- 1971 — Natural Man
- 1972 — Silk & Soul
- 1972 — A Man of Value
- 1973 — Live at the Century Plaza
- 1975 — She’s Gone
- 1976 — All Things in Time
- 1976 — Naturally
- 1977 — Unmistakably Lou
- 1977 — When You Hear Lou, You’ve Heard It All
- 1978 — Lou Rawls Live
- 1979 — Let Me Be Good to You
- 1979 — In Concert: Recorded with the Edmonton Symphony Orchestra [live]
- 1980 — Sit Down and Talk to Me
- 1981 — Shades of Blue
- 1982 — Now Is the Time
- 1983 — When the Night Comes
- 1984 — Close Company
- 1986 — Love All Your Blues Away
- 1988 — Family Reunion
- 1989 — At Last
- 1990 — It’s Supposed to Be Fun
- 1992 — Portrait of the Blues
- 1993 — Christmas Is the Time
- 1995 — Holiday Cheer
- 1995 — Merry Little Christmas
- 1998 — Unforgettable
- 1998 — Seasons 4 U
- 1999 — A Legendary Night Before Christmas
- 2000 — Swingin' Christmas
- 2001 — I’m Blesseseek
- 2001 — Christmas Will Be Christmas
- 2002 — Oh Happy Day
- 2003 — Rawls Sings Sinatra
- 2003 — Trying as Hard as I Can[9]

## Известные синглы
| Год  | Название                                            | Позиции в чартах | Позиции в чартах | Позиции в чартах |
| Год  | Название                                            | US Pop           | US R&B           | UK               |
| ---- | --------------------------------------------------- | ---------------- | ---------------- | ---------------- |
| 1965 | «Three O’Clock In The Morning»                      | 83               | -                | -                |
| 1966 | «The Shadow Of Your Smile»                          | -                | 33               | -                |
| 1966 | «Love Is A Hurtin' Thing»                           | 13               | 1                | -                |
| 1966 | «You Can Bring Me All Your Heartaches»              | 55               | 35               | -                |
| 1967 | «Trouble Down Here Below»                           | 92               | -                | -                |
| 1967 | «Dead End Street»                                   | 29               | 3                | -                |
| 1967 | «Show Business»                                     | 45               | 25               | -                |
| 1967 | «Little Drummer Boy»                                | -                | -                | -                |
| 1968 | «Down Here On The Ground»                           | 69               | -                | -                |
| 1969 | «Your Good Thing (Is About To End)»                 | 18               | 3                | -                |
| 1969 | «I Can’t Make It Alone»                             | 63               | 33               | -                |
| 1970 | «You’ve Made Me So Very Happy»                      | 95               | 32               | -                |
| 1970 | «Bring It On Home»                                  | 96               | 45               | -                |
| 1971 | «A Natural Man»                                     | 17               | 17               | -                |
| 1972 | «His Song Shall Be Sung»                            | -                | 44               | -                |
| 1974 | «She’s Gone»                                        | -                | 81               | -                |
| 1976 | «You’ll Never Find Another Love Like Mine»          | 2                | 1                | 10               |
| 1976 | «Groovy People» / «This Song Will Last Forever»     | 64 -             | 19 74            | -                |
| 1977 | «See You When I Git There»                          | 66               | 8                | -                |
| 1978 | «Lady Love»                                         | 24               | 21               | -                |
| 1978 | «One Life To Live»                                  | -                | 32               | -                |
| 1978 | «There Will Be Love»                                | -                | 76               | -                |
| 1979 | «Let Me Be Good To You»                             | -                | 11               | -                |
| 1979 | «Sit Down And Talk To Me»                           | -                | 26               | -                |
| 1980 | «You’re My Blessing»                                | 77               | -                | -                |
| 1980 | «Ain’t That Loving You (For More Reasons Than One)» | -                | 57               | -                |
| 1980 | «I Go Crazy»                                        | -                | 37               | -                |
| 1982 | «Will You Kiss Me One More Time»                    | -                | 54               | -                |
| 1983 | «Wind Beneath My Wings»                             | 65               | 60               | -                |
| 1984 | «All Time Lover»                                    | -                | 67               | -                |
| 1985 | «Learn To Live Again»                               | -                | 71               | -                |
| 1987 | «I Wish You Belonged To Me»                         | -                | 28               | -                |

## Фильмография (неполная)
- 2000 — Jazz Channel Presents Lou Rawls
- 2003 — In Concert
- 2005 — Prime Concerts: In Concert with Edmonton Symphony
- 2006 — The Lou Rawls Show: With Duke Ellington & Freda Payne
- 2007 — Live in Concert: North Sea Jazz. 1992—1995